# Сардіс (Алабама)
Сардіс (англ. Sardis) — невключена територія в окрузі Даллас, штат Алабама, США. 

## Демографія
Станом на липень 2007на території мешкало 1509 осіб. 
Чоловіків — 704 (46.7 %);

Жінок — 805 (53.3 %).
Медіанний вік жителів: 40.9 років;
по Алабамі: 35.8 років.

### Доходи
Розрахунковий медіанний дохід домогосподарства в 2009 році: $28,054 (у 2000: $25,240);
по Алабамі: $40,489.
Розрахунковий дохід на душу населення в 2009 році: $17,002.
Безробітні: 16,8 %.

### Освіта
Серед населення 25 років і старше: 
Середня освіта або вище: 58,0 %;

Ступінь бакалавра або вище: 8,8 %;

Вища або спеціальна освіта: 3,4 %.

### Расова / етнічна приналежність
Афроамериканців — 1,055 (64.8 %);

 Білих — 563 (34.6 %);

 азіатів — 5 (0.3 %);

 Відносять себе до 2-х або більше рас — 3 (0.2 %);

 Латиноамериканців — 2 (0.1 %);

 Індіанців — 1 (0.06 %).

## Нерухомість
Розрахункова медіанна вартість будинку або квартири в 2009 році: $89,612 (у 2000: $68,100);
по Алабамі: $119,600.